# Assaku
Assaku is een plaats in de Estlandse gemeente Rae, provincie Harjumaa. De plaats heeft de status van vlek (Estisch: alevik).

## Bevolking
De plaats had 460 inwoners op 31 december 2011 en 481 inwoners op 31 december 2021.